# Sano
Sano (佐野市?, Sano-shi) è una città giapponese della prefettura di Tochigi.